# Ivan Mikheïevitch Pervouchine
Ivan Mikheïevitch Pervouchine (en russe : Иван Михеевич Первушин), né le 21 janvier 1827, mort le 29 juin 1900) était un prêtre et mathématicien russe.

## Biographie
Pervouchine naquit dans une famille très religieuse, ce qui explique son diplôme acquis à l'Université chrétienne de Kazan en 1852. Une fois ordonné prêtre, il reste quelque temps à Perm avant d'être affecté pendant vingt-cinq ans à Zamaraevo, une paroisse excentrée à 250 kilomètres d'Ekaterinbourg. 
Il est surtout connu pour avoir donné son nom à 2 305 843 009 213 693 951, le 9e nombre de Mersenne, un nombre premier qui correspond à 261-1 et dont il a révélé en 1883 à la communauté scientifique les propriétés remarquables.
Il a également trouvé la formule d'approximation du nième nombre premier suivante: {\displaystyle {\frac {p_{n}}{n}}=\log n+\log \log n-1+{\frac {\log \log n-2}{\log n}}-{\frac {(\log \log n)^{2}-6\log \log n+11}{2(\log n)^{2}}}+o\left({\frac {1}{(\log n)^{2}}}\right).}
Avec {\displaystyle p_{n}}la valeur approximée du {\displaystyle n^{i{\grave {e}}me}}nombre premier.

## Autres nombres mis en valeur
À une époque où il n'y avait pas d'ordinateurs, il avait d'abord découvert que les 12e et le 23e nombre de Fermat étaient composés :
- le premier est divisible par 7 x 214 + 1 = 114 689
- et le second par 5 x 225 + 1 = 167 772 161